# Shady (Oregon)
Shady az Amerikai Egyesült Államok északnyugati részén, Oregon állam Douglas megyéjében, az Oregon Route 99 mentén elhelyezkedő kísértetváros.
Egykor itt volt a Southern Pacific Railroad egy vasútállomása.

## Fordítás
- Ez a szócikk részben vagy egészben  a   Shady, Oregon című angol Wikipédia-szócikk ezen változatának fordításán alapul.  Az eredeti cikk szerkesztőit annak laptörténete sorolja fel. Ez a jelzés csupán a megfogalmazás eredetét és a szerzői jogokat jelzi, nem szolgál a cikkben szereplő információk forrásmegjelöléseként.